# St. Nikolaus (Hofstetten)

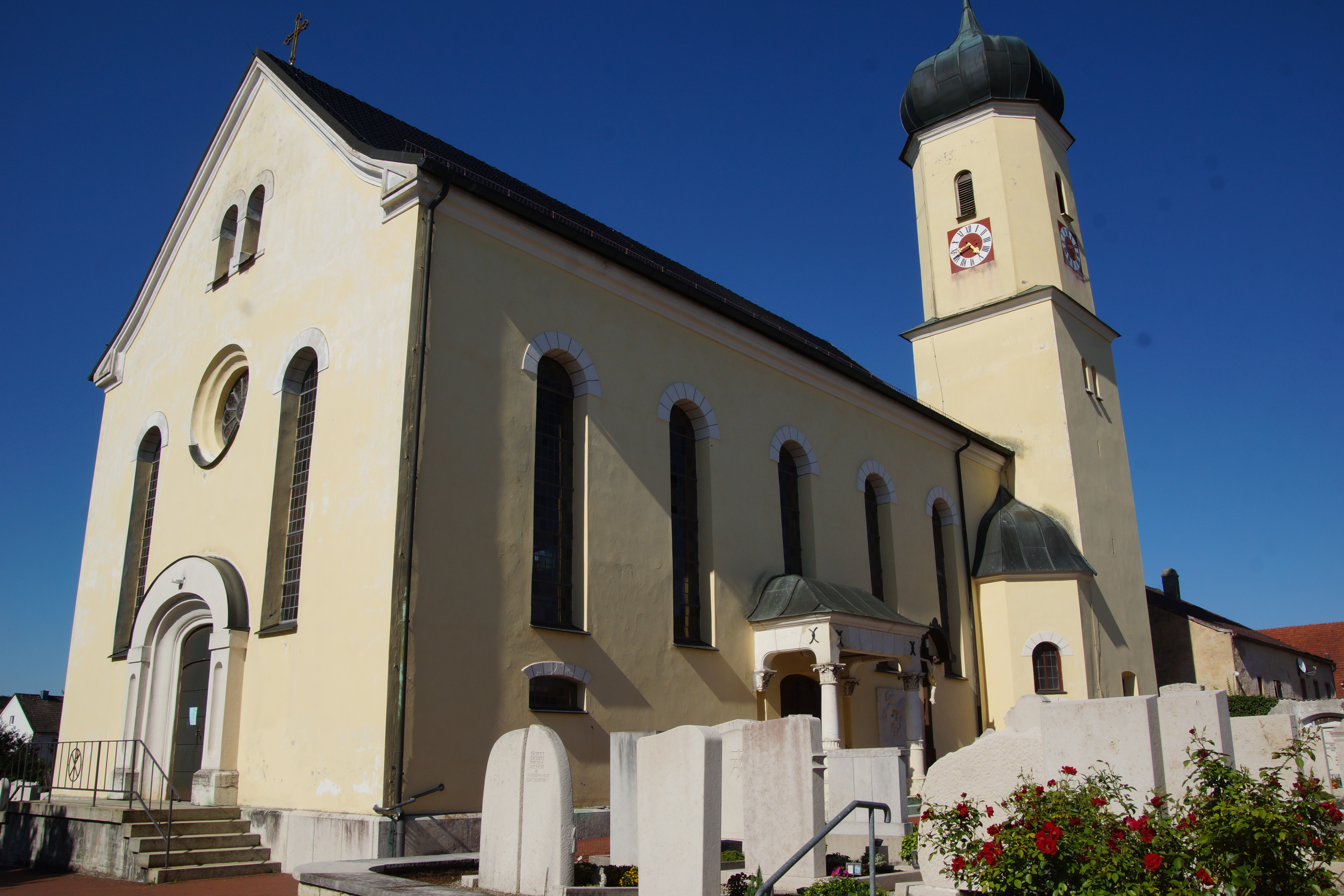
St. Nikolaus in Hofstetten

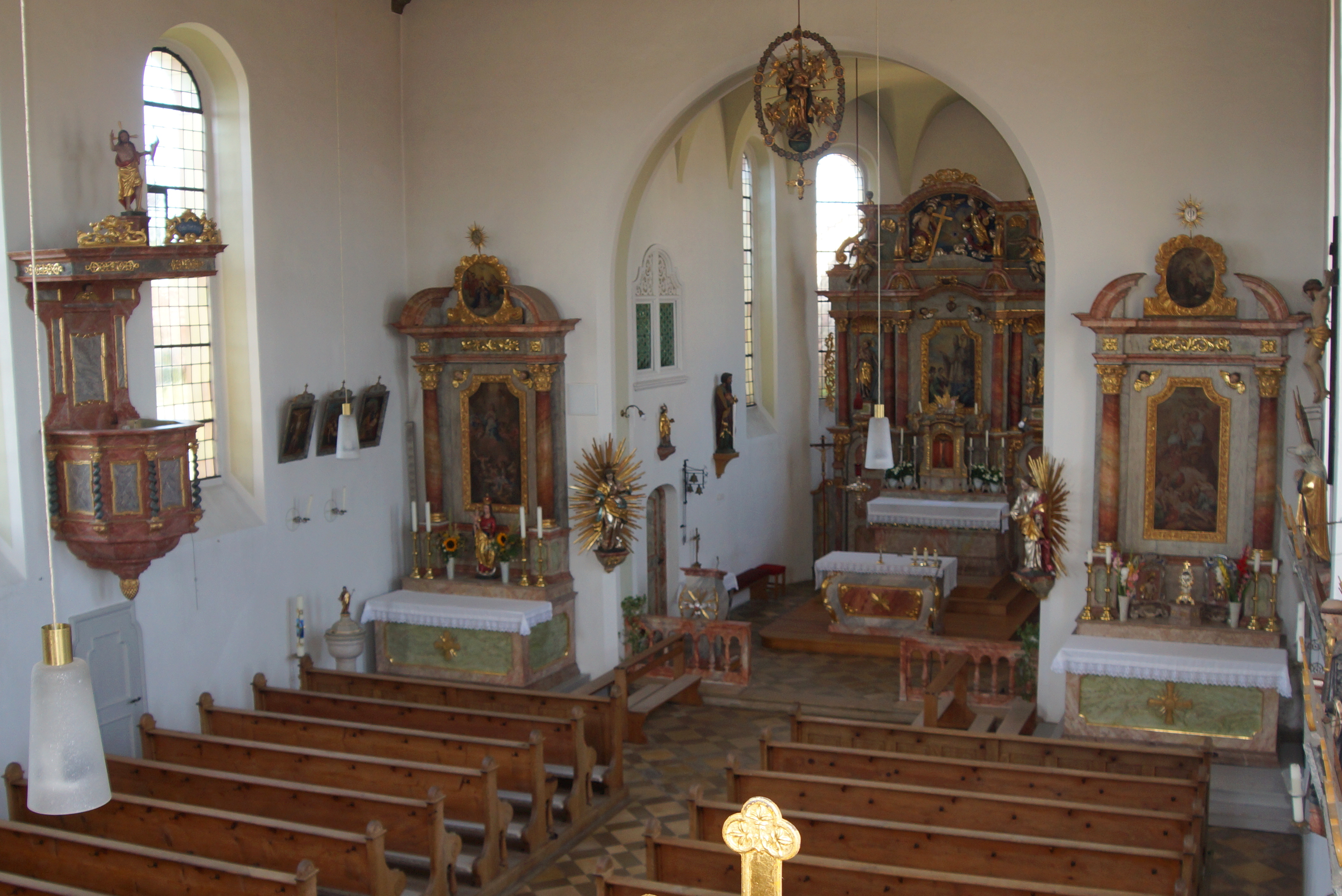
Innenansicht

Die römisch-katholische Pfarrkirche St. Nikolaus steht in Hofstetten, einem Gemeindeteil von Hitzhofen im oberbayerischen Landkreis Eichstätt. Das Bauwerk ist in der Liste der Baudenkmäler in Hitzhofen als Baudenkmal unter der Nr. D-1-76-132-7eingetragen. Die Kirche gehört zum Dekanat Eichstätt im Bistum Eichstätt.

## Beschreibung
Die Saalkirche wurde ab 1895 unter Einbeziehung des Erdgeschosses des Kirchturms und weiterer Teile des Vorgängerbaus aus dem 12. Jahrhundert nach einem Entwurf von Friedrich Niedermayer errichtet und 1935 erneuert. Sie besteht aus dem Langhaus, dem eingezogenen, halbrund geschlossenen Chor im Osten, der Sakristei an der Nordwand und dem Chorflankenturm mit vier Kirchenglocken an der Südwand des Chors. 
Der Innenraum des Langhauses ist mit einer Flachdecke überspannt, der des Chors mit einem Stichkappengewölbe. Die Altäre wurden in der zweiten Hälfte des 17. Jahrhunderts angekauft. Der Hochaltar wird von den Skulpturen der Anna selbdritt und des Josef von Nazaret flankiert. Die Orgel wurde 1982 von der WRK Orgelbau errichtet.